# Austra Skujytė
Austra Skujytė, född 12 augusti 1979 i Biržai, är en litauisk friidrottare.
Skujytė tävlar i mångkamp och har en silvermedalj i sjukamp från OS i Aten 2004 som främsta mästerskapsmerit. Hennes starkaste grenar är kulstötning och spjutkastning. Skujytė har i kulstötning stött den längsta stöten i världen under en sjukamp. 
Hon tävlar även i tiokamp, som än så länge inte fått officiell status som mästerskapsgren för kvinnor. 15 april 2005 satte Austra Skujytė nytt världsrekord i tiokamp med 8 366 poäng. 
Skujytė har studerat kinesiologi vid Kansas State University.
Hon deltog i sjukampen i VM i friidrott 2011 där hon slutade på åttonde plats med 6297 poäng. Hennes bästa resultat under sjukampen var kulstötningen där hon stötte 16,71 m.